# Procol Harum in Concert
Procol Harum in Concert with the Danish National Concert Orchestra and Choir is een livealbum van Procol Harum, dat is opgenomen op 20 augustus 2006. Het muziekalbum is opgenomen op het terrein van Kasteel Ledreborg in Lejre, Denemarken. Op het terrein is plaats voor ongeveer 12.500 toehoorders. Procol Harum kon eindelijk weer eens concerteren met een orkest en er wordt dan in het boekwerkje steeds verwezen naar hun livealbum uit 1971, Live with the Edmonton Symphony. Sympathy for the Hard of Hearing was nog niet door Procol Harum vastgelegd; het was een nummer van Lead Me to the Water, een soloalbum van Gary Brooker. Jonkie in het gezelschap was de organist Josh Philips; hij kende de band van dat album uit 1971, toen hijzelf negen jaar oud was. Daarentegen is Geoff Whitehorn een oudgediende uit het vak. Orkest van dienst was het DR RadioUnderholdningsOrkestret, een orkest verbonden aan de Deense omroep.
- Gary Brooker - piano en zang
- Mark Brzezicki- slagwerk
- Matt Pegg - basgitaar
- Josh Phillips - orgel
- Geoff Whitehorn - gitaar
- Keith Reid - teksten

## Composities
1. "Grand Hotel" (Brooker/Reid) - 7:02
2. "Something Magic" (Brooker/Reid) - 4:00
3. "Homburg" (Brooker/Reid) - 5:04
4. "Fires (Which Burnt Brightly)" (Brooker/Reid) - 5:44
5. "Nothing but the Truth" (Brooker/Reid) - 3:51
6. "Into the Flood" (Brooker/Noble/Reid) - 5:54
7. "A Salty Dog" (Brooker/Reid) - 6:38
8. "Symphathy for the Hard of Hearing" (Brooker) - 7:23
9. "A Whiter Shade of Pale" (Brooker/Fisher/Reid) - 6:54
10. "Conquistador" (Brooker/Reid) - 5:09